# Donje Selo (Chorwacja)
Donje Selo – wieś w Chorwacji, w żupanii splicko-dalmatyńskiej, w gminie Šolta. W 2011 roku liczyła 159 mieszkańców.